# Szakáll

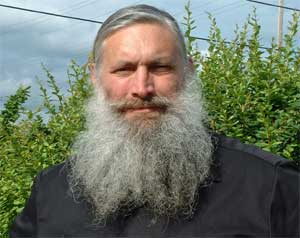
Nem gondozott, természetes szakáll és bajusz

A szakáll az arc alsó felén növő szőrzet. Az ajkak felett növő szőrzet a bajusz. Bizonyos állatok alsó pofaszőrzetére is használják a szakáll elnevezést (például kecske, egyes kutyafajták stb.)
Különböző történetek, mesék és művészi ábrázolások alapján a szakállt általában a bölcsességhez, szexuális teljesítőképességhez vagy magas pozícióhoz kapcsolták.

## Fejlődése
A szakáll a bajuszhoz hasonlóan először borostaként, apró szőrkezdeményekként jelenik meg, amit ha nem borotválnak, pár héten belül elérheti a néhány centis hosszt; ekkor, amikor a bőr már nem, csak a szőr látható, már szakállról beszélhetünk. A szakáll is folyamatos növésben van, így időnként az is ápolásra, vágásra, igazításra szorul.

## A szakáll kultúrtörténete
Az ókori Egyiptom korai időszakában a férfiak bodorították és vörösesbarnára festették szakállukat. Később, a dinasztiák uralkodásának idején az egyiptomi férfi szépségideál csupasz arcú lett. Az uralkodók (köztük Hatsepszut fáraónő is) bodorított és illatosított álszakállt használtak, vagy ennek fémből készült megfelelőjét. A szakáll az egyiptomiak számára a magas pozíció jele volt, ez abból is látszik, hogy minden antropomorf ábrázolású férfi istent szakállal ábrázoltak.
Az ókori Kínában a vörös szakáll bátorságot és erőt jelent.
Számos hit szerint a hosszú szakáll a hitben való kitartást és hűséget jelképezte. A Bibliában például a fej szőrzetének ápolásával kapcsolatban ezt olvashatjuk: A ti hajatokat kerekdedre ne nyírjátok, a szakállad végét se csúfítsd el. (3Móz 19,27). Az ortodox zsidó vallásúak és a rasztafarik ma is 
tartják magukat az előző mondathoz, mindkét vallás hívei a saját tolmácsolásukban.
Az amerikai amishok házas férfiai a szakállat a világi kultúrától való elkülönülésük jeleként viselik. Itt a szakáll, mint a remetéknél is, a világi hívságoktól való elfordulást és az ezzel járó életmódot jelképezi.
A fenti, lényegében pozitív jelentések ellentéteként megemlíthetjük az angolszász országokban elterjedt szólást, miszerint: „Ha a szakáll jelentene mindent, a kecskék prédikálnának” (If beards were all, then goats would preach). Vagyis a bölcsesség nem a szakálltól függ.
A szakáll sokáig különböző radikális mozgalmak és szervezetek tagjainak külső ismertetőjele volt, ennek köszönhetően sok esetben a megszokottól, hagyományostól való eltérni akarást fejezte ki különösen a 20. század közepétől. Ennek jó példája az úgynevezett hippimozgalom, a Pokol Angyalai és az Al Káida, melyeknek képviselői általában szakállasak.

## Szakállfajták
- Oldalszakáll
- Kecskeszakáll
- Körszakáll
- Császárszakáll

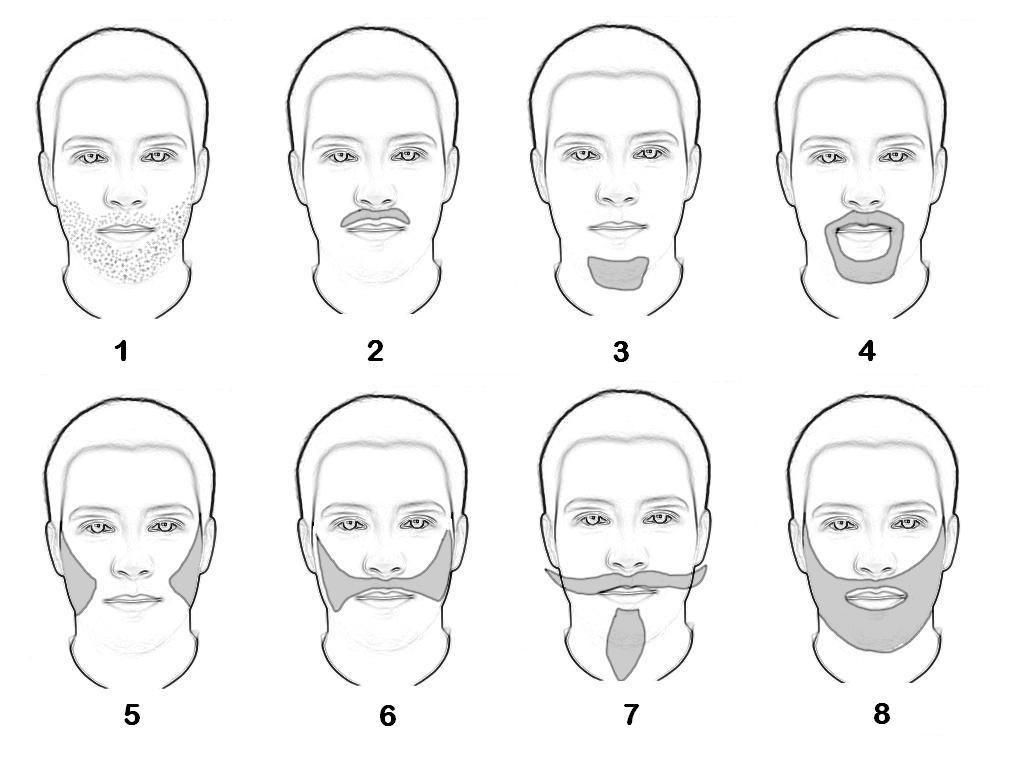
Különböző szakáll- és bajuszformák 1. Borosta
2. Bajusz
3. Kecskeszakáll
4. Körszakáll
5. Barkó (sokan tévesen pajesznak nevezik)
6. Ferencjózsef-szakáll
7. Van Dyke
8. Szakáll

- Pofaszakáll (pakompart vagy barkó)

## Érdekességek
Magyarországon a 16. században, az úri viseletben a házasemberek előjoga volt szakállt növeszteni.
A parasztságot a 18. század elején szakállbírsággal szorították a borotválkozásra.
A 19. században a világon széles körben divat volt a szakállviselés, mint például Magyarországon a Reformkorban.
Politikai hovatartozás jeleként hordtak Kossuth-szakállt (az állról leborotvált, azonban a nyakon megnövesztett s a bajusztól külön álló szakállt), illetve Garibaldi hívei hegyes kecskeszakállt.
„Szakállas vicc”-nek mondjuk az öreg, mindenki által ismert vicceket és „szakállas történet”-nek az ilyen történeteket.
Sokan azt hiszik, főleg fiatal korban, hogy ha borotválják az arcukat, amikor még csak pelyhes, akkor jobban fog nőni, ám ez nem igaz, csak városi legenda.

## Néhány ismert szakállas személy a történelemből
- Periklész
- Mohamed próféta
- Barbarossa Frigyes
- Raszputyin
- VII. Kelemen pápa
- Fidel Castrót és Che Guevarát „a szakállasoknak” (barbudos) nevezték

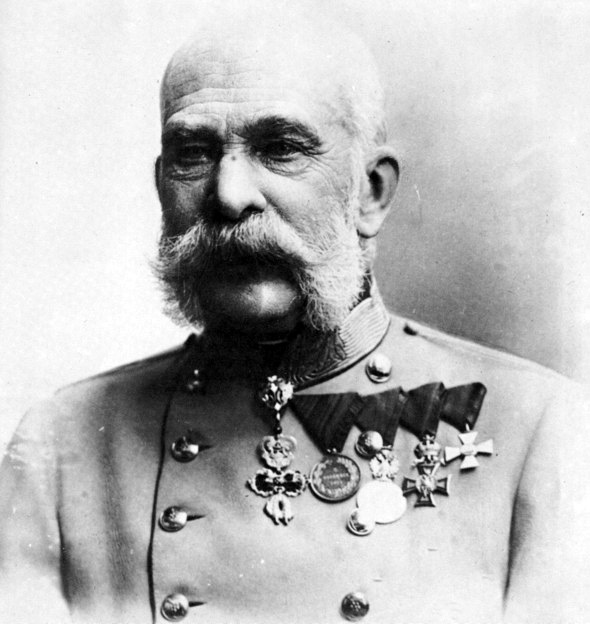
Ferenc József
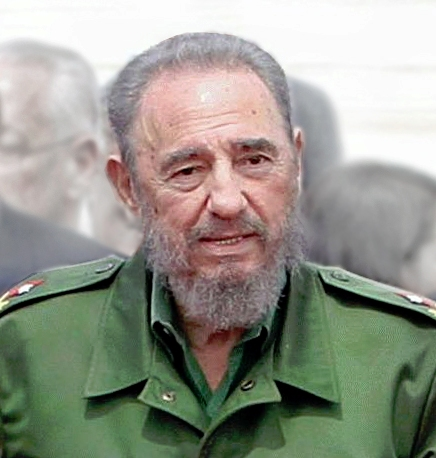
Fidel Castro
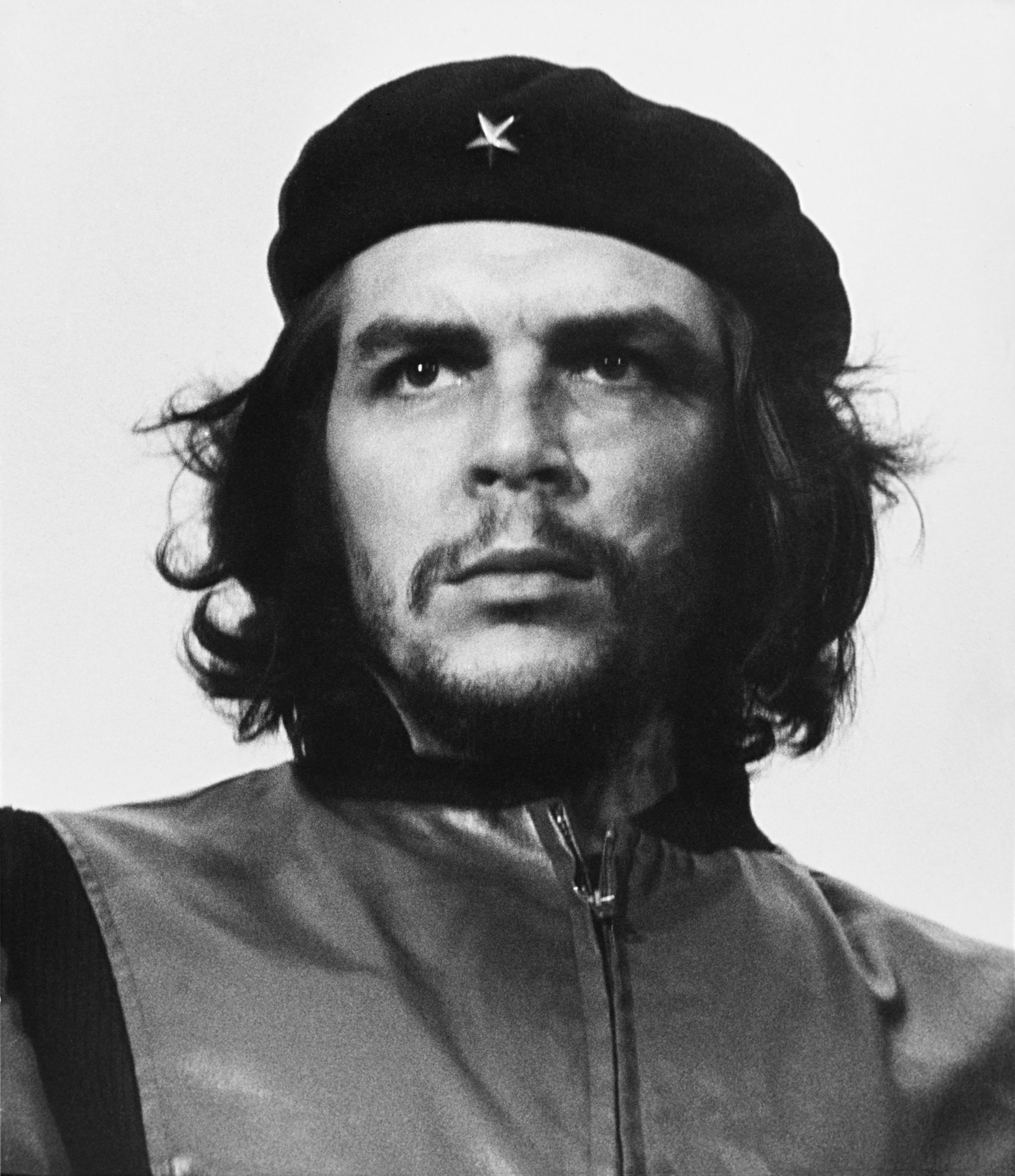
Che Guevara
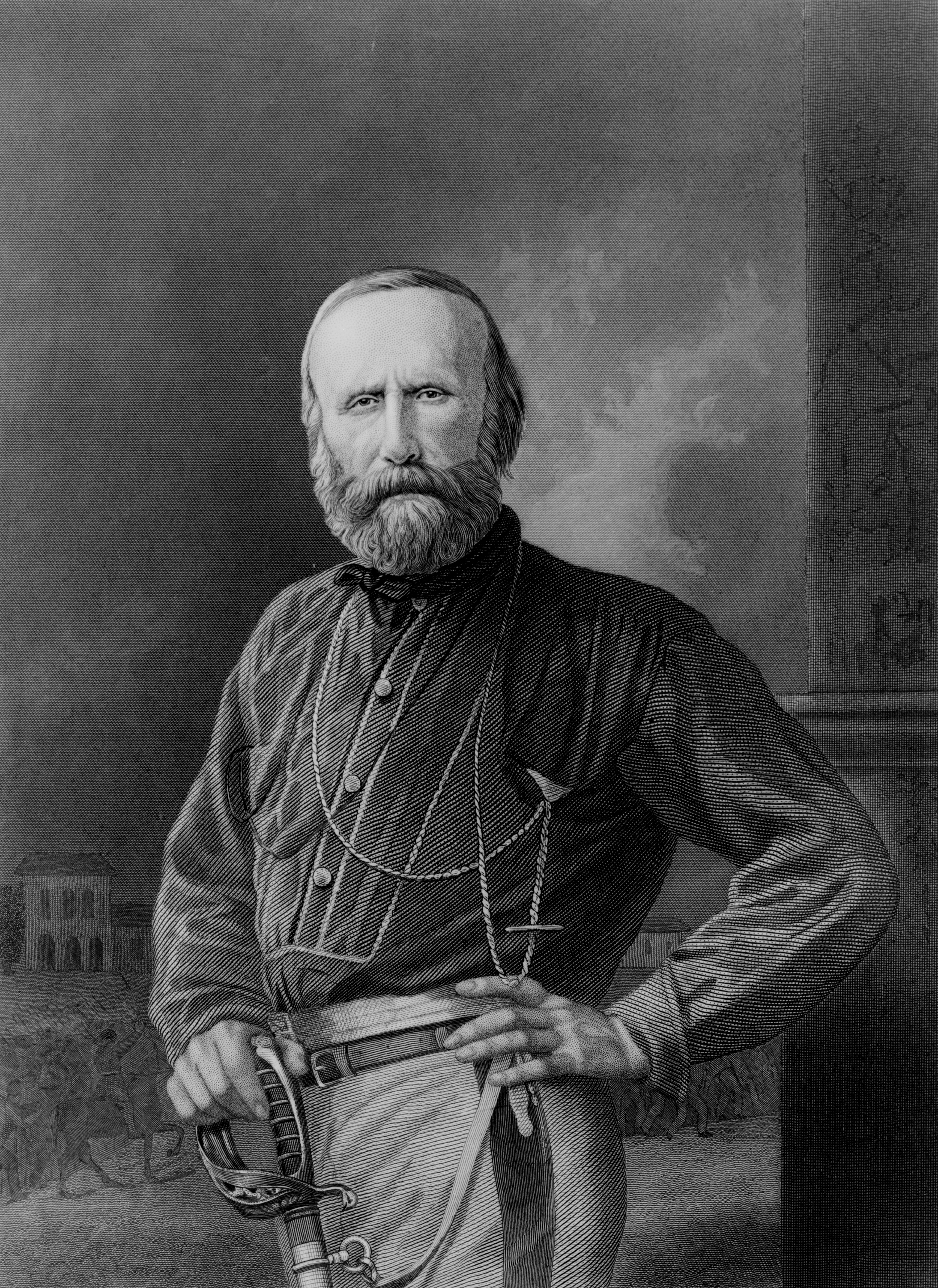
Giuseppe Garibaldi
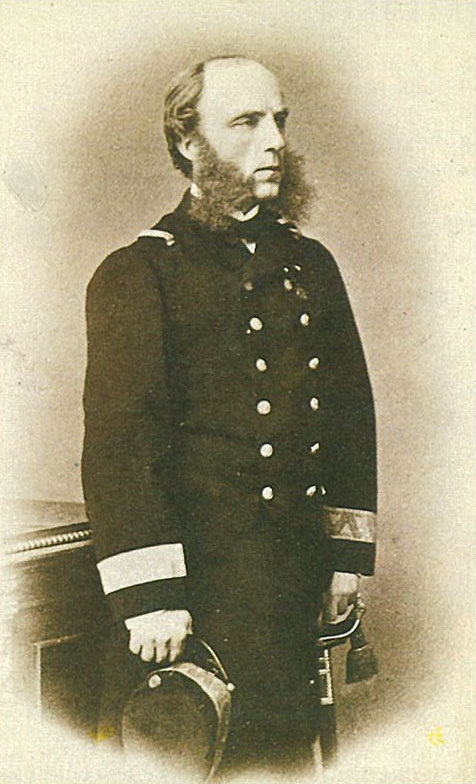
Wilhelm von Tegetthoff
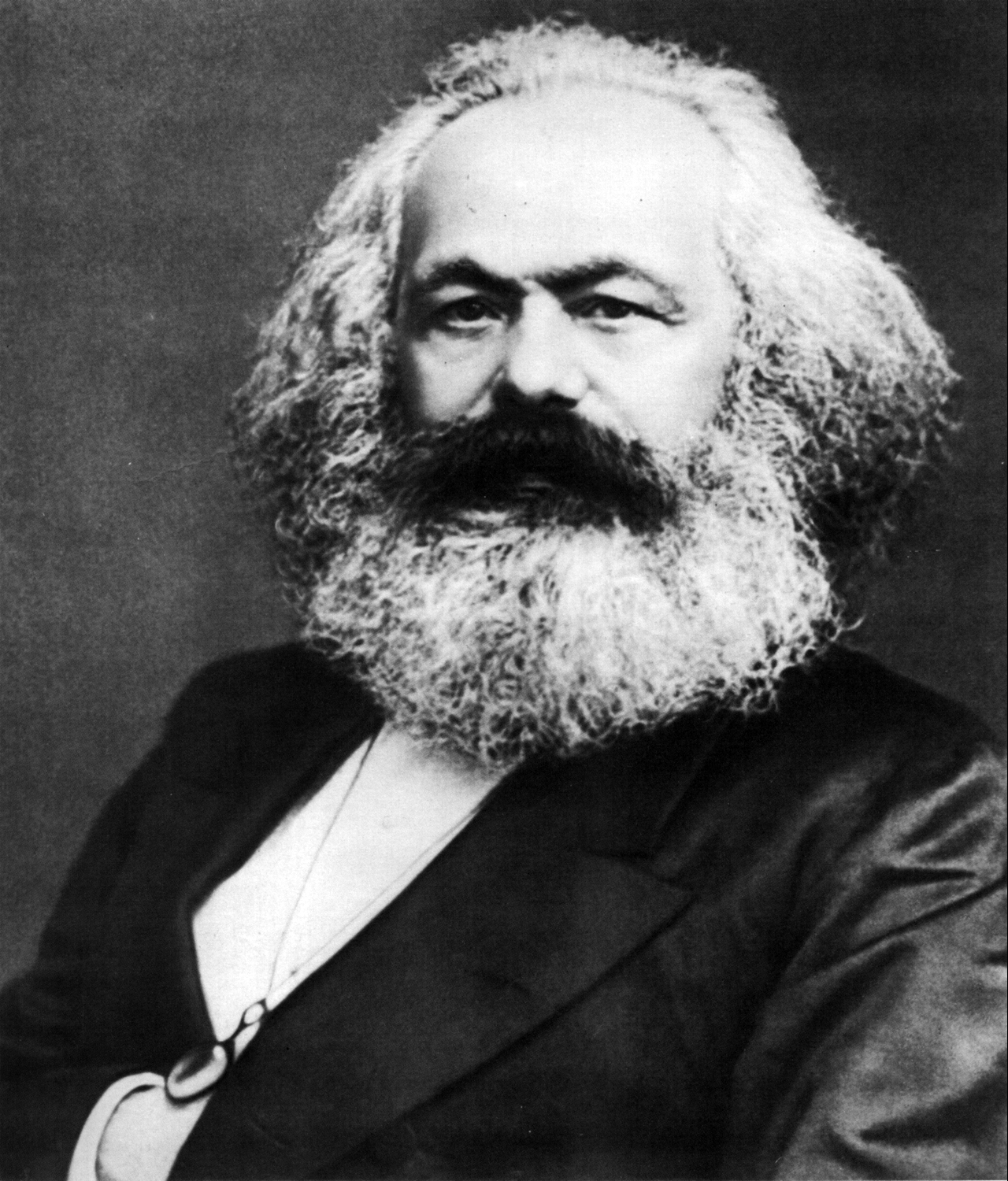
Karl Marx
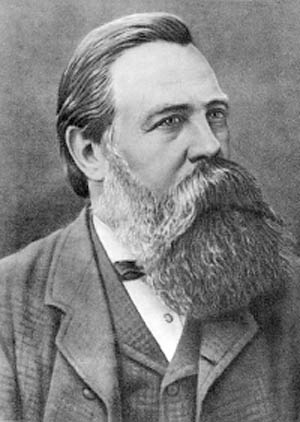
Friedrich Engels
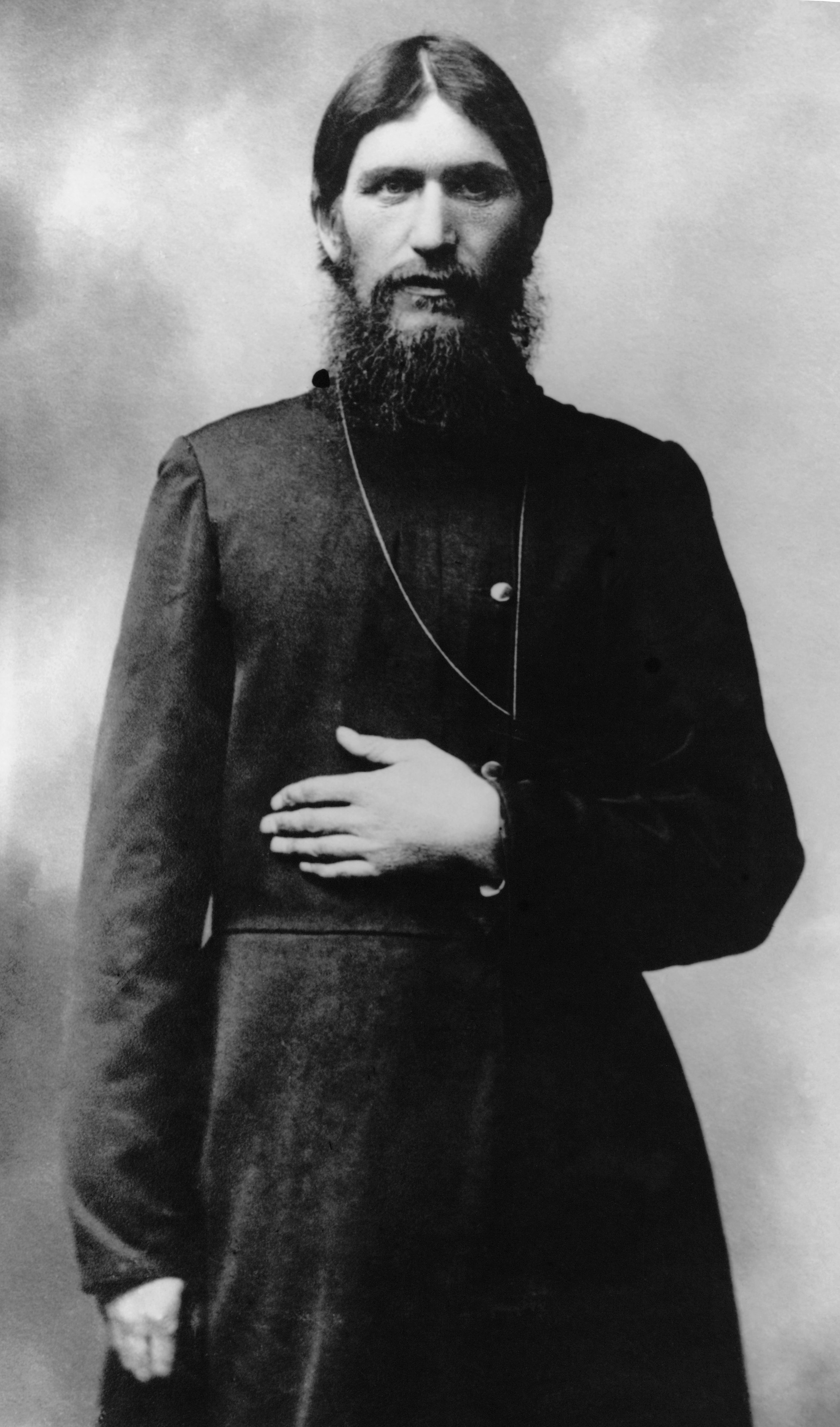
Grigorij Jefimovics Raszputyin

A magyar reformkor és szabadságharc nagyjai:

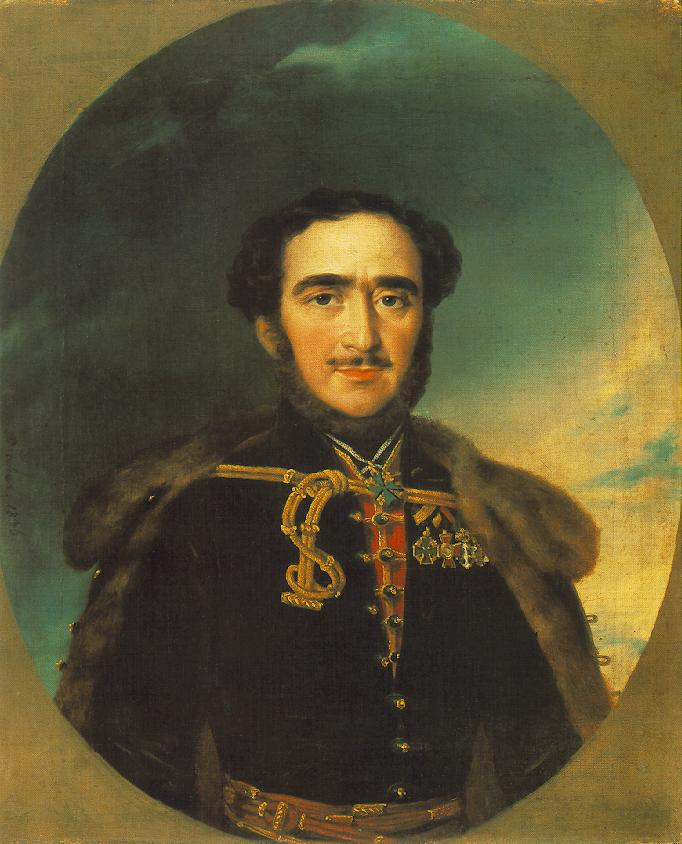
Széchenyi István
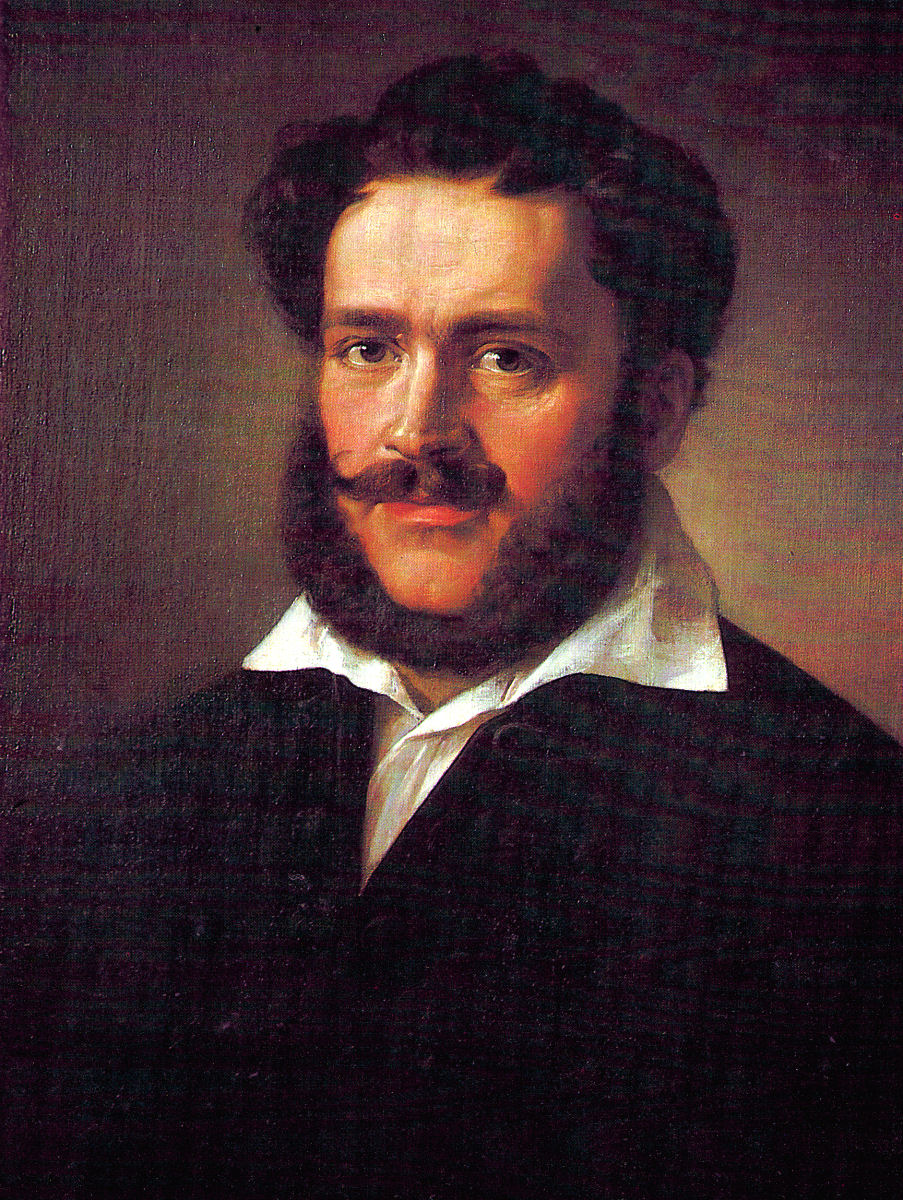
Wesselényi Miklós
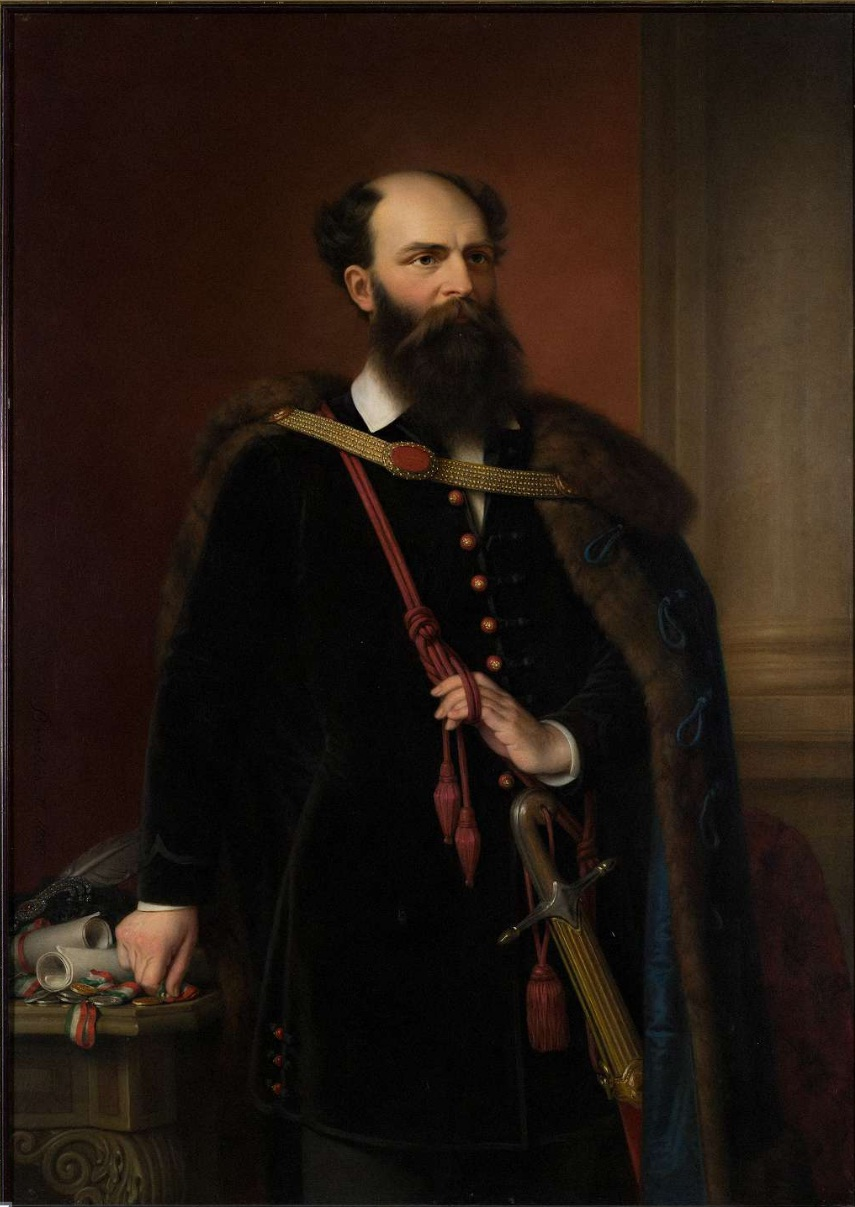
Batthyány Lajos
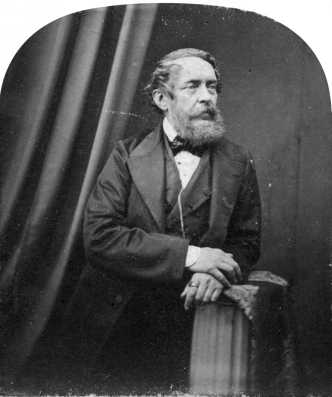
Kossuth Lajos
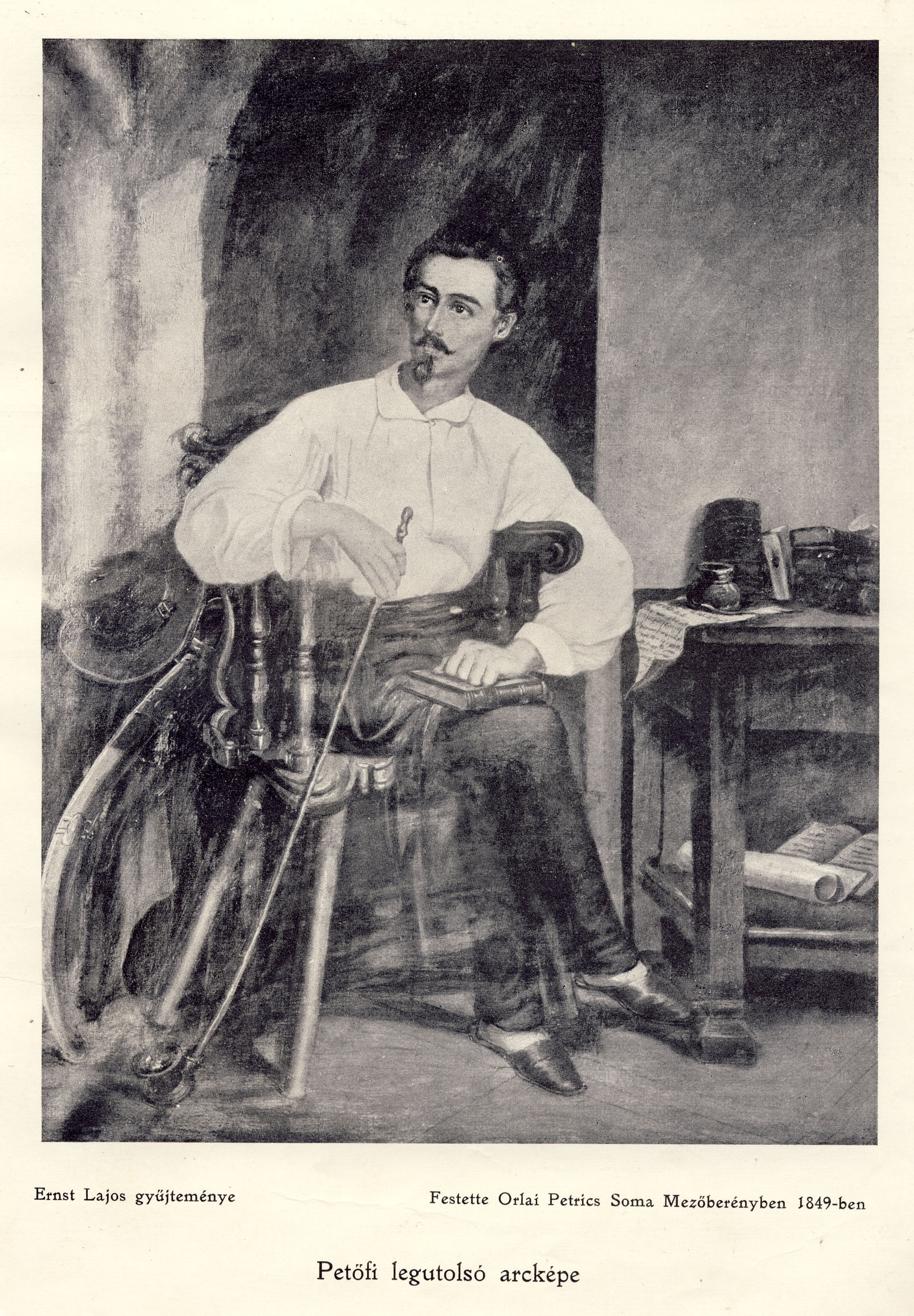
Petőfi Sándor

## Szakállas mesebeli és mitológiai lények
- Szent Miklós (Mikulás)
- a törpéket általában szakállal ábrázolják; (a Dragonlance-ben és a Korongvilágon a nőnemű törpék is szakállasak)
- az ördög ábrázolása
- Poszeidón
- Zeusz
- Gandalf
- Saruman
- Dooku gróf
- Albus Dumbledore
- Törpapa
- Hétszünyű Kapanyányimonyók, a Fehérlófia című magyar rajzfilm és az alapját képező magyar népmese egyik alakja.
- Miraculix, az Asterix egyik (magyar fordításokban Magicoturmix, Csodapapix, Csodaturmix, Turmix, Getafix, Panoramix néven szereplő) karaktere.